# Пернумія
Пернумія (італ. Pernumia, вен. Pernumia) — муніципалітет в Італії, у регіоні Венето, провінція Падуя.
Пернумія розташована на відстані близько 380 км на північ від Рима, 50 км на південний захід від Венеції, 18 км на південний захід від Падуї.
Населення — 3865 осіб (2014).

## Демографія
Населення за роками:

Станом на 1 січня 2023 року в муніципалітеті офіційно проживало 286 іноземців з 33 країн, серед них 81 громадянин країн Євросоюзу та 8 громадян України.

## Сусідні муніципалітети
- Батталья-Терме
- Картура
- Дуе-Карраре
- Монселіче
- Сан-П'єтро-Вімінаріо